# William F. Garrison
William F. Garrison (Mineral Wells, 27 giugno 1944) è un generale statunitense.

## Biografia
Arruolatosi nell'Esercito degli Stati Uniti nel 1966, prese parte alla guerra del Vietnam. Ha comandato il 505º Reggimento di fanteria dal 1981 al 1983. Ha guidato le forze speciali della Delta Force dal 1985 al 1989.
È stato, con il grado di maggior generale il comandante del Joint Special Operations Command nel corso dell'Operazione Gothic Serpent, l'operazione militare lanciata nell'agosto 1993 per catturare il signore della guerra somalo Mohamed Farrah Aidid, accusato di attaccare e minacciare le spedizioni umanitarie dell'ONU. In pensione dal settembre 1996 (pochi giorni dopo la morte di Aidid).
Il suo domicilio attuale è un ranch nei pressi della cittadina di Hico, in Texas.

## Media
Garrison è stato interpretato da Sam Shepard nel film di Black Hawk Down - Black Hawk abbattuto, basato sugli eventi della battaglia di Mogadiscio.